# متلازمة ستندال

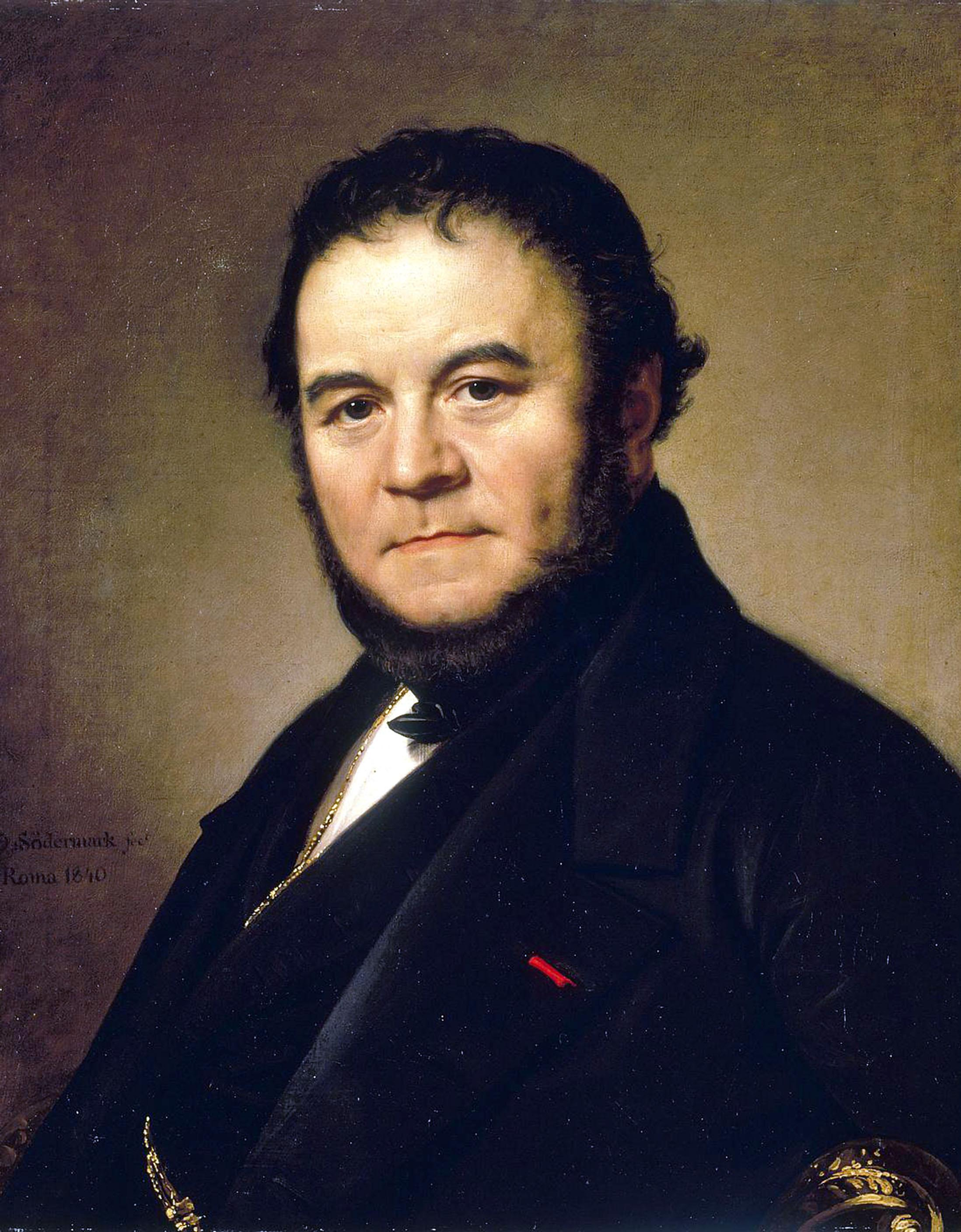
سميت متلازمة ستندال على اسم ماري هنري بيلي (1783-1842) ، والمعروف باسمه المستعار ستندال.

متلازمة ستندال (بالإنجليزية: Stendhal syndrome) أو متلازمة فلورنسا (بالإنجليزية: Florence syndrome) هي إضطراب نفسي جسمي يُصاب به بعض الأشخاص، ويتسبّب في تسارع ضربات القلب، والدوّار، والارتباك، والإغماء، وأيضًا الهلوسة عندما يشاهد الشخص أي صورة جمالية فنية راقية، خصوصًا إن كان هذا الفن يتسم بقدر عالٍ من البراعة والجمال ومتواجدا في مكان أو موضع واحد، لكنه لم يتم إدراجه كحالة معترف بها ضمن الدليل التشخيصي والإحصائي للاضطرابات النفسية.

## التسمية
ارتبطت تسمية المتلازمة بالكاتب الفرنسي «ماري هنري بيل» المعروف باسم «ستندال» الذي عاش في القرن التاسع عشر؛ حيث قام بعمل وصف تفصيلي لتجربته المليئة بالإعجاب والانبهار أثناء زيارته لمدينة «فلورنسا» الإيطالية في عام 1817 في كتابه نابولي وفلورنسا: رحلة من ميلانو إلى ريجيو (Naples and Florence: A Journey from Milan to Reggio)، وهي الرحلة التي شهدت حالة انبهار مفرط من الكاتب الفرنسي.
يُستخدم مصطلح متلازمة ستندال أحيانًا للتعبير عن ردة الفعل التي تحدث عندما يفرّط الشخص في القيام بأمر ما، أو التعرّض لشيء ما باختياره في ظروف مختلفة، كأن يفرّط الشخص في الوقوف منبهرًا لمدة طويلة أمام منظر طبيعي مدهش.

## تاريخ
عندما زار ستندال كنيسة سانتا كروتش، حيث دفن نيكولو مكيافيلي، وميكيلانجيلو، وغاليليو غاليلي، غلبته العاطفة، وكتب:
كنت في حالة من النشوة من فكرة الوجود في فلورنسا بالقرب من الرجال العظماء الذين رأيت مقابرهم، واستمتعت بتأمل الجمال الرائع... وصلت إلى نقطة حيث واجه المرء أحاسيس سماوية... كل شيء تكلم بشكل واضح جدا لروحي. آه، إذا كان بإمكاني أن أنسى فقط. كان لدي خفقان في القلب، ما يطلقون عليه اسم «الأعصاب» في برلين، وتم استنزاف الحياة عني، ومشيت مع الخوف من السقوط.
وقد شاهد أيضا لوحات جدارية في الكنيسة بما في ذلك تلك التي كتبها جيوتو، وكثيراً ما ينسب الكُتّاب الحديثون عواطف ستندال بشكل خاطئ إلى الأخير بدلاً من الروابط التاريخية القوية للمقابر.
وعلى الرغم من أن الأطباء النفسيين ناقشوا منذ فترة طويلة ما إذا كانت تلك المتلازمة موجودة بالفعل، إلا أن آثارها على بعض المصابين خطيرة بما يكفي لهم لكي يحتاجوا إلى العلاج في المستشفى. واعتاد موظفو مستشفى سانتا ماريا نوفا في فلورنسا على التعامل مع السياح الذين يعانون من نوبات الدوار والتوهان بعد الإعجاب بتمثال ديفيد، وروائع معرض أوفيزي، وغيرها من كنوز مدينة توسكان.
على الرغم من وجود العديد من الأوصاف للأشخاص الذين يصابون بالدوار والإغماء أثناء مشاهدة الفن الفلورنسي، خاصة في معرض أوفيزي المذكور آنفا في فلورنسا، والذي يعود تاريخه إلى أوائل القرن التاسع عشر، تم ذكر المتلازمة فقط في عام 1979، عندما وصفتها الطبيبة النفسية الإيطالية غرازيلا ماغريني، الذي لاحظت ووصفت أكثر من 100 حالة مماثلة بين السياح والزوار في فلورنسا. ولا يوجد دليل علمي لتحديد متلازمة ستندال كاضطراب نفسي محدد، ومن ناحية أخرى هناك دليل على أن نفس المناطق الدماغية التي تنطوي عليها التفاعلات العاطفية يتم تنشيطها أثناء التعرض لأعمال فنية.

## روابط خارجية
- Word Spy definition نسخة محفوظة 10 أغسطس 2013 على موقع واي باك مشين.
- غرازيلا ماغريني. La Sindrome di Stendhal. Firenze, Ponte Alle Grazie, 1989. (بالإيطالية)
- Melinda Guy (يناير–فبراير 2003). "The Shock of the Old". frieze ع. 72. مؤرشف من الأصل في 3 أبريل 2009.